# Hương Giang Idol
Nguyễn Ngọc Hiếu, sau đổi thành Nguyễn Hương Giang (sinh ngày 29 tháng 12 năm 1991), thường được biết đến với nghệ danh Hương Giang hay Hương Giang Idol, là một nữ ca sĩ, diễn viên, người mẫu kiêm nhân vật truyền hình người Việt Nam. Cô từng giành vị trí quán quân của cuộc thi Hoa hậu chuyển giới quốc tế vào năm 2018.

## Tiểu sử
Hương Giang ban đầu được sinh ra với giới tính sinh học là nam dưới tên khai sinh Nguyễn Ngọc Hiếu, tốt nghiệp trường trung học phổ thông Đống Đa (Hà Nội) năm 2010. Sau đó, Ngọc Hiếu theo học tại Cao đẳng Nghệ thuật Hà Nội. Tháng 3 năm 2011, Ngọc Hiếu đến Thái Lan để làm thực hiện ca phẫu thuật chuyển giới thành nữ.

## Sự nghiệp

### 2010–2012
Năm 2010, Hương Giang tham gia Cuộc thi tìm kiếm tài năng âm nhạc (Vietnam Idol) nhưng bị loại từ sớm.
Thời gian đầu đi hát, Hương Giang thường hát tại các show diễn nhỏ lẻ. Hương Giang từng giả danh "cháu gái ruột ca sĩ Phi Nhung" để có thêm show. Giang kể: "Mỗi lần đi diễn tôi lại phải hỏi xem hát cuối buổi diễn hôm đó là ai, vì nếu là chị Phi Nhung thì tôi sẽ bị lộ. Do đó, hôm nào biết hát cuối không phải Phi Nhung thì tôi sẽ rất mạnh dạn nói với khán giả: "Hôm nay cô Phi Nhung đang chạy show ở tụ điểm khác, tôi là cháu của cô nên sẽ thay mặt cô hát tại đây"; Còn hôm nào có chị Phi Nhung hát cuối, tôi không dám nói vậy mà tìm cách hát ở đầu, nói xong chạy mất"
Năm 2012, Hương Giang đăng ký tham dự cuộc thi tìm kiếm tài năng âm nhạc Vietnam Idol mùa thứ tư, trở thành thí sinh chuyển giới đầu tiên của chương trình này. Theo thể lệ, chương trình yêu cầu ứng cử viên phải có chứng minh nhân dân hoặc giấy khai sinh chứng thực mà diện mạo của cô lúc đó đã là nữ nhưng trên giấy tờ thông tin lại không trùng khớp vẫn ghi là Nguyễn Ngọc Hiếu, giới tính nam nên cô đã sử dụng chứng minh thư của chị mình là Nguyễn Hương Giang để đi thi. Từ đó, tên gọi Hương Giang được sử dụng luôn làm nghệ danh, và sau cuộc thi thì cô sử dụng nghệ danh Hương Giang Idol. Kết quả chung cuộc, Hương Giang lọt vào nhóm 4 thí sinh đi tới vòng bán kết. Tuy nhiên, kết quả này khiến nhiều người bức xúc, cho rằng chương trình đã dàn xếp kết quả vì Hương Giang dù chất giọng khá yếu nhưng vẫn ở lại an toàn và giành quyền đi tiếp, trong khi nhiều giọng hát sáng giá khác thì lại bị loại

### 2013–2017
Tháng 10 năm 2013, Hương Giang ra mắt khán giả album đầu tay Thủy ngân. Về tựa đề album, cô cho biết: "Thủy ngân là một nguyên tố hóa học trong bảng tuần hoàn có ký hiệu là Hg. Nó trùng với hai chữ cái đầu tiên trong tên của Hương Giang, nhìn mỏng manh, nhưng ẩn sâu trong đó lại là sức tấn công mạnh mẽ và đầy bí ẩn".
Tháng 3 năm 2014, cô ra mắt tự truyện Tôi vẽ chân dung tôi, cuốn sách chia sẻ những quan điểm của Hương Giang về giới tính, cuộc sống cũng như hành trình chuyển giới của bản thân. Những hình ảnh khi cô còn là một cậu bé cũng được chia sẻ trong cuốn sách này.
Năm 2014, Hương Giang tham gia cuộc đua kì thú cùng với người bạn đồng hành là Criss Lai, hai người về nhất trong chương trình Cuộc đua kỳ thú mùa thứ 3.
Năm 2015, Hương Giang tham gia chương trình Bước nhảy hoàn vũ (mùa 6) và lọt vào top 5 chung cuộc. Cô cũng tham gia và đoạt cúp trong tập 9 mùa thứ hai của chương trình hài kịch Ơn giời cậu đây rồi!.
Ngày 20 tháng 5 năm 2016, Hương Giang Idol phát hành ca khúc Mùa để yêu thương. Bài hát có nội dung về những cảm xúc ban đầu của tình yêu.
Năm 2016, Hương Giang cùng với Criss Lai quay trở lại Cuộc đua kỳ thú mùa thứ 5 và giành được vị trí á quân.
Tháng 8 năm 2016, Hương Giang cho ra mắt video ca nhạc mang tên Em không hối tiếc. Hương Giang cũng từng nói đây là một trong những Mv ca nhạc cô thích nhất, và một ngày nào đó khi không còn áp lực của một đương kim hoa hậu và vị trí Top 1 Trending Youtube, cô sẽ thực hiện lại concept này.
Ngày 21 tháng 11 năm 2017, Hương Giang ra mắt ca khúc nhạc EDM Vì yêu mà cưới – We Get Married sau những trải nghiệm du lịch thế giới.
Ngoài ra, cô còn tham gia gameshow âm nhạc The Remix – Hòa âm ánh sáng mùa thứ ba và đạt được giải Đồng của cuộc thi.

### 2018–nay
Tháng 1 năm 2018, Hương Giang tham gia Hoa hậu Chuyển giới Quốc tế. Đây là cuộc thi sắc đẹp dành cho những người chuyển giới nữ, được tổ chức thường niên tại thành phố Pattaya, Thái Lan. Kết quả, Hương Giang đã vượt qua 27 thí sinh các vùng lãnh thổ nước khác để đoạt danh hiệu Hoa hậu cuộc thi Hoa hậu Chuyển giới Quốc tế, tổ chức tại Thái Lan. Bên cạnh đó, cô còn nhận thêm các giải phụ Người đẹp tài năng và Người đẹp truyền thông.
Cũng trong năm 2018, cô tham dự chương trình Siêu mẫu Việt Nam cùng với Hoa hậu Việt Nam 2014 Nguyễn Cao Kỳ Duyên trong vai trò huấn luyện viên. Cô đã thuyết phục được rất nhiều thí sinh mạnh về đội của mình. Kết quả là 11 trên 13 giải thưởng của chương trình đã thuộc về thí sinh đội Hương Giang.
Ngày 10 tháng 11 năm 2018, Hương Giang chính thức ra mắt MV cho ca khúc sáng tác của Andiez Nam Trương, Anh đang ở đâu đấy anh (viết tắt: ADODDA) và thu được nhiều thành công. Trong MV còn có sự tham gia góp mặt của diễn viên ngoại quốc Jack Sumini.
Năm 2018 cũng đánh dấu một sự kiện quan trọng đối với Hương Giang. Cô đã đàm phán thành công và mang được bản quyền chương trình Miss Tiffany về Việt Nam, với tên gọi Chinh phục Hoàn Mỹ, với mục đích tìm ra người kế nhiệm mình tham gia cuộc thi Hoa hậu Chuyển giới Quốc tế được tổ chức các năm sau đó.
Ngày 11 tháng 3 năm 2019, Hương Giang tiếp tục ra mắt sản phẩm âm nhạc Em đã thấy anh cùng người ấy (viết tắt: EDTACNA), đây là phần 2 của Anh đang ở đâu đấy anh và cũng là một sáng tác của Andiez Nam Trương. Ngày 13 tháng 3 năm 2019, cô chính thức ra mắt với công chúng về dự án album Tuesday Universe của mình, đề cập đến những khía cạnh khác nhau của con số 3 và series ADODDA thuộc nhánh Người thứ 3. Ngày 27 tháng 6 năm 2019, Hương Giang trở lại V-pop với sản phẩm âm nhạc Em hơi mệt với bạn thân anh (viết tắt: EHMVBTA), một sáng tác của Trang Pháp kết hợp cùng với Masew. Ca khúc đã đạt được giải Ca khúc Dance/Electronic được yêu thích ở giải ZMA 2019 cùng với hơn 11 triệu lượt xem trên Youtube.
Đến ngày 25 tháng 9 năm 2019, Hương Giang chính thức là một trong các đại diện Việt Nam cùng các người mẫu tại các nước châu Á tham dự Paris Fashion Week (Tuần lễ thời trang Paris) được tổ chức vào năm 2019.
Hương Giang sau đó cũng được công bố là một trong 6 HLV của Chương trình Giọng Hát Việt Nhí 2019, cô cùng với Nhạc sĩ, Nhà sản xuất Dương Cầm sẽ về một đội để dẫn dắt các thí sinh năm nay. 26/10/2019 học trò Chấn Quốc đã lên ngôi vị giải nhất Giọng Hát Việt Nhí 2019.
Ngày 31 tháng 10 năm 2019, Hương Giang ra mắt phần tiếp theo thuộc ADODDA series, một ca khúc ballad nhẹ nhàng của nhạc sĩ RIN9 mang tên Anh ta bỏ em rồi. Ở phần này chính thức có thêm sự xuất hiện của một nhân vật khách mời ngoại quốc nữa là Philip Thinroj, quán quân của The Face Men Thailand. Ca khúc đã đạt 100.000 lượt xem cùng lúc tại thời điểm công chiếu.
Ngày 4 tháng 12 năm 2019, Hương Giang chính thức công bố dự án phim điện ảnh đầu tay của mình với tên gọi Sắc đẹp dối trá, trong đó Hương Giang đóng vai chính. Bộ phim ra mắt vào đầu năm 2020, tuy nhiên bộ phim nhận được phản hồi tiêu cực từ công chúng do kịch bản yếu và diễn xuất hời hợt của dàn diễn viên chính. Trước phản hồi tiêu cực, Hương Giang cho rằng "vì bản thân làm những việc trước đó quá giỏi nên luôn có người chờ đợi sơ hở để quật ngã mình". Đa số khán giả bày tỏ thái độ khó chịu với phát ngôn này của Hương Giang, họ cho rằng Hương Giang đã nhận nhiều sự tung hô quá đà dẫn đến sự tự tin quá mức vào khả năng của bản thân.
Ngày 6 tháng 2 năm 2020, Hương Giang tung phần cuối series ADODDA mang tên "Tặng Anh Cho Cô Ấy", một ca khúc được Hương Giang đồng sáng tác với nhạc sĩ Hứa Kim Tuyền. Đặc biệt, còn có sự xuất hiện của diễn viên, người mẫu Thái Lan là Apinya Sakuljaroensuk. Chỉ sau 4 giờ đăng tải, Tặng Anh Cho Cô Ấy đã đạt top 1 trending trên YouTube với gần 2.000.000 lượt xem.
Năm 2020, Hương Giang tiếp tục tổ chức Cuộc thi để tìm kiếm đại diện Việt Nam tại Hoa hậu Chuyển giới Quốc tế mang tên Đại sứ hoàn mỹ.
Năm 2022, Hương Giang kết hợp cùng Dược sĩ Tiến tổ chức chương trình truyền hình thực tế  The Next Gentleman (Quý ông hoàn mỹ) - Chương trình nhằm tìm kiếm và đào tạo nên những quý ông lịch lãm chuẩn tố chất "Gentleman", vốn ít chương trình ở Việt Nam tổ chức dành riêng cho "phái mạnh". Kết quả chung cuộc thí sinh Phạm Kiên team Hương Giang là quán quân mùa đầu tiên, Minh Khắc team Hà Anh giành ngôi Á quân 1 và Minh Kha team Xuân Lan là Á quân 2.

## Scandal
Năm 2014, Hương Giang viết tự truyện kể rằng từng cặp bồ với 2 người: 1 người là hiệu trưởng trường đại học lớn ở Hà Nội, 1 người là doanh nhân thành đạt đã có vợ. Ông doanh nhân có sở thích kỳ lạ: thích âu yếm người giả gái dù bản thân yêu phụ nữ; còn ông hiệu trưởng thì không biết Hương Giang là người giả gái, đến khi phát hiện ra thì ông hiệu trưởng rất buồn. Trong thời gian cặp bồ, Hương Giang thường xuyên được tặng tiền và quà, chính khoản tiền thu được từ việc cặp bồ với 2 đại gia này đã giúp cho Hương Giang có điều kiện tiêm hóc-môn và qua Thái Lan giải phẫu. Hương Giang còn nói rằng "Tôi đón nhận tiền người ta cho bằng thái độ à ơi, khi đó tôi nói chuyện khéo léo chứ không lừa đảo ai nhưng với đàn ông mình nên à ơi đôi chút". Tuy nhiên, sau khi đăng quang Hoa hậu chuyển giới Quốc tế năm 2018 Hương Giang quay trở lại sự nghiệp âm nhạc bằng chuỗi series "ADODDA" nhằm lên án người thứ 3 chen chân vào chuyện tình cảm phá hoại hạnh phúc của các cặp đôi đang yêu nhau đã nhận lại nhiều tranh cãi từ antifan.
Tháng 6 năm 2016, ca sĩ Lâm Khánh Chi đăng một bài viết trên trang Facebook cá nhân, tố cáo có người xúc phạm mình trong một đoạn ghi âm. Công chúng cho rằng bài viết này ám chỉ thủ phạm là Hương Giang. Sau đó không lâu, Hương Giang cũng đáp lại bằng một bài viết khác trên mạng, nhưng không nhắc đích danh người được nói đến.
Tháng 5 năm 2017, Hương Giang nhận nhiều chỉ trích từ dư luận vì sử dụng lời lẽ khiếm nhã với nghệ sĩ Trung Dân trong chương trình 'Siêu sao đoán chữ'. Hương Giang đưa ra đáp án là Trung Dân "đút đầu vô cầu tiêu". Trung Dân đã lên tiếng phản đối nhưng Hương Giang không chịu rút lại đáp án, vì vậy ông bỏ về giữa chương trình và chia sẻ mình cảm thấy "sốc và bị xúc phạm" trước phát ngôn của Hương Giang. Sau đó không lâu, Hương Giang đã lên tiếng xin lỗi Trung Dân.
Ngày 30 tháng 6 năm 2018, Hương Giang và Hoa hậu Hoàn vũ Việt Nam 2015 Phạm Hương xuất hiện với vai trò người mẫu vedette trong show thời trang của nhà thiết kế Hà Duy. Có nguồn tin cho rằng Hương Giang đến chuẩn bị nhưng cuối cùng đã ra về vì bị ê-kíp "bỏ quên, không nhắc diễn". Sau sự việc, Hà Duy cũng tố cáo Hương Giang là "thiếu ý thức, thiếu chuyên nghiệp". Hương Giang sau đó phản hồi trên trang cá nhân, cho biết mình không đổ lỗi do ê-kíp mà do bản thân gặp trục trặc riêng, cũng như vì chưa có kinh nghiệm người mẫu.
Cuối tháng 10 năm 2020, Hương Giang đăng tải video đi cùng công an đến nhà một "antifan" để đối chất về việc người này xúc phạm, bôi nhọ mình. Sau khi làm việc với Hương Giang, người này đã lên tiếng xin lỗi. Mặc dù vậy, nhiều người cho rằng video clip trên là dàn dựng, cắt ghép, và người công an trong video chỉ là thợ ảnh đóng giả bất chấp Hương Giang tuyên bố sẽ "chịu trách nhiệm trước pháp luật" nếu dàn dựng". Phía công an cũng không khẳng định hay phủ nhận tính xác thực của đoạn clip trên. Hành động dàn dựng video này của Hương Giang đã tạo nên làn sóng phản ứng gay gắt từ cộng đồng mạng. Nhiều người vào fanpage của chương trình Hoa hậu Việt Nam 2020 yêu cầu loại Hương Giang ra khỏi chương trình, một số nhãn hàng cũng gỡ tên Hương Giang khỏi danh sách quảng bá. Hương Giang sau đó đã lên tiếng xin lỗi, nói rằng "chỉ muốn lên tiếng để bảo vệ mình, nhưng có lẽ sự nóng giận trong cách làm đã khiến sự việc đi quá xa so với mục đích ban đầu". Hương Giang cũng quyết định rút lui khỏi buổi diễn tại chương trình Hoa hậu Việt Nam 2020, đồng thời tạm dừng các hoạt động nghệ thuật. Theo báo Tuổi Trẻ, đây là lần đầu tiên một nghệ sĩ tại Việt Nam tuyên bố chính thức dừng tham gia nghệ thuật vì bị dư luận phản đối.
Cuối tháng 10/2020, một group facebook có tên "Anti Nữ hoàng đạo lý" chỉ mới lập ra vài ngày đã vượt qua con số 100.000 thành viên, khiến Hương Giang trở thành nghệ sĩ có nhiều "antifan" số 1 Việt Nam. Nhóm này gồm những thành viên không thích việc Hương Giang xuất hiện trên truyền thông với tần suất quá dày đặc, đặc biệt là việc Hương Giang từng có nhiều hành vi xấu (ăn cắp tiền của cha, cặp bồ với người có vợ, gây hấn với nghệ sĩ khác, "hỗn láo" với nghệ sĩ Trung Dân, "diễn trò" quá lố trên truyền hình) nhưng lại rất hay nói những câu kiểu "tuyên ngôn sống", "cẩm nang đạo lý", "bí quyết sống tốt" cho mọi người, gây ra phản cảm nên họ đặt biệt danh "Nữ hoàng đạo lý" cho Hương Giang để mỉa mai.

## Đời tư
Hương Giang cho biết khi còn nhỏ bố rất cưng chiều, đặt nhiều hi vọng vào mình. Nhưng sau khi Hương Giang tỏ ý muốn chuyển giới thì bố rất thất vọng, giữa hai bố con tự dưng có khoảng cách. Ở chung một nhà nhưng hai bố con tránh mặt nhau, thậm chí gần như không ăn chung một bữa cơm nào. Để thực hiện được mong muốn, Hương Giang đã ăn cắp tiền của bố, ban đầu chỉ một vài tờ với suy nghĩ rằng bố không biết và mình sẽ trả lại, nhưng sau này thói quen xấu cứ lặp đi lặp lại đến mức Hương Giang không thể kiểm soát được. Cuối cùng Hương Giang đã bị bố phát hiện, ông đã nói: "Tại sao vậy? Mày là người mà tao tin tưởng nhất?". Cho đến bây giờ, ông vẫn giữ thói quen gọi Hương Giang bằng tên thật (Ngọc Hiếu)
Năm 2012, Hương Giang được cho là hẹn hò với ca sĩ Phạm Hồng Phước. Mối quan hệ của cả hai bắt đầu từ khi tham gia Vietnam Idol, khi đó, họ thường ở cạnh nhau trong các hoạt động hậu trường.
Năm 2014, Hương Giang hẹn hò với Criss Lai, bạn đồng hành trong chương trình Cuộc đua kỳ thú mùa thứ ba. Đến tháng 5 năm 2016, Hương Giang chính thức xác nhận đã chia tay với Criss và cho biết mình chia tay với bạn trai vì khoảng cách địa lý, có "quá nhiều khác biệt" cũng như vì Criss "khá gia trưởng và kiểm soát cô".
Trong một cuộc phỏng vấn, Hương Giang cho rằng người chuyển giới khó có thể tìm được hạnh phúc gia đình vì họ không thể sinh nở, cũng không thể được gia đình chồng nhìn nhận như một người phụ nữ vì ai cũng biết họ từng là đàn ông: "Tôi không nghĩ có thể mặc áo dài cưới, làm lễ gia tiên và được gia đình chồng nhìn nhận như một cô con dâu bình thường. Đó là chưa kể đến việc sinh con nối dõi. Đừng nói tình yêu sẽ vượt qua được tất cả. Cố gắng một năm, hai năm không có nghĩa sẽ vượt qua 20 năm, 30 năm."

## Danh sách đĩa nhạc

### Album phòng thu
| Tựa đề    | Chi tiết                                                                                         |
| --------- | ------------------------------------------------------------------------------------------------ |
| Thủy ngân | - Phát hành: 23 tháng 10 năm 2013 - Hãng đĩa: Bến Thành Audio – Video - Định dạng: CD, streaming |

### Đĩa đơn
| Năm  | Tựa đề                                                                                              |
| ---- | --------------------------------------------------------------------------------------------------- |
| 2013 | "Trò đùa tạo hóa"                                                                                   |
| 2013 | "Trà chanh Acoustic" (cùng Phạm Hồng Phước)                                                         |
| 2013 | "Mùa ta đã yêu" (cùng Phạm Hồng Phước)                                                              |
| 2013 | "Khi chúng ta già" (cùng Phạm Hồng Phước)                                                           |
| 2013 | "Tình yêu đau đớn thế" (cùng nhiều nghệ sĩ)                                                         |
| 2014 | "Cảm thấy mệt mỏi (Feeling Blue)"                                                                   |
| 2015 | "Ai đẹp nhất đêm nay?"                                                                              |
| 2015 | "Đốm tròn vệt nắng"                                                                                 |
| 2015 | "Từ ngày mai em sẽ khác"                                                                            |
| 2016 | "Mưa nhớ"                                                                                           |
| 2016 | "Tình nhân"                                                                                         |
| 2016 | "Mùa để yêu thương"                                                                                 |
| 2016 | "Em không hối tiếc" (cùng R.Tee)                                                                    |
| 2017 | "Vì yêu mà cưới"                                                                                    |
| 2017 | "Go away - Hương Giang of The remix"                                                                |
| 2018 | "Anh đang ở đâu đấy anh?"                                                                           |
| 2018 | "Mặt trời vẫn tới mỗi ngày" (cùng Đàm Vĩnh Hưng, Noo Phước Thịnh, Văn Mai Hương, Hoà Minzy và Erik) |
| 2019 | "Em đã thấy anh cùng người ấy"                                                                      |
| 2019 | "Em hơi mệt với bạn thân anh" (cùng Trang Pháp và Masew)                                            |
| 2019 | "Cứ vô tư đi"                                                                                       |
| 2019 | "Mẹ ơi đừng khóc" (cùng Chấn Quốc)                                                                  |
| 2019 | "Anh ta bỏ em rồi"                                                                                  |
| 2020 | "Tặng anh cho cô ấy"                                                                                |
| 2020 | "Anh đi đi" (cùng Erik) - OST Sắc đẹp dối trá                                                       |
| 2022 | "Em buông"                                                                                          |
| 2022 | "Xin lỗi em không ổn"                                                                               |

## Diễn xuất

### Phim ảnh
| Năm  | Tựa đề                | Vai diễn          | Ghi chú                        |
| ---- | --------------------- | ----------------- | ------------------------------ |
| 2014 | Bếp hát               | Hương             | Phim truyền hình âm nhạc       |
| 2014 | Đại gia đình quái đản | Hương Giang Idol  | Phim truyền hình dài tập       |
| 2015 | Trót yêu              | Thúy              | Phim điện ảnh                  |
| 2015 | 8 văn phòng           | Giang Hương       | Phim trực tuyến dài tập; Tập 8 |
| 2019 | Gia đình vui nhộn     | Trang             | Phim truyền hình (Sitcom)      |
| 2020 | Sắc đẹp dối trá       | Nguyễn Hang Dương | Phim điện ảnh                  |

### Video âm nhạc
- Khi có em – Hà Anh (2017)
- Hello – Đàm Vĩnh Hưng x Binz (2018)
- Mặt trời vẫn tới mỗi ngày – Đàm Vĩnh Hưng x Noo Phước Thịnh x Văn Mai Hương x Hòa Minzy x Erik (2018)
- Cô đơn trên sofa - Hồ Ngọc Hà (2022)

## Thành tích

### Giải thưởng và đề cử
| Giải thưởng              | Năm  | Hạng mục                                | Đề cử cho                   | Kết quả   | Ref    |
| ------------------------ | ---- | --------------------------------------- | --------------------------- | --------- | ------ |
| WeChoice Awards          | 2018 | Top 10 Nhân vật truyền cảm hứng         | Hương Giang                 | Đoạt giải |        |
| WeChoice Awards          | 2019 | Nghệ sĩ có hoạt động nổi bật            | Hương Giang                 | Đoạt giải |        |
| Her World Young Achiever | 2018 | Singer                                  | Hương Giang                 | Đề cử     |        |
| Her World Young Achiever | 2018 | Nhân vật truyền cảm hứng của năm        | Hương Giang                 | Đoạt giải |        |
| Ngôi sao của năm         | 2018 | Hạng mục vì cộng đồng                   | Hương Giang                 | Đề cử     |        |
| Ngôi sao của năm         | 2023 | Mỹ nhân của năm                         | Hương Giang                 | Đề cử     | [ 42 ] |
| Zing Music Awards        | 2019 | Nữ nghệ sĩ được yêu thích               | Hương Giang                 | Đoạt giải |        |
| Zing Music Awards        | 2019 | Ca khúc Pop/Ballad được yêu thích       | Anh đang ở đâu đấy anh?     | Đề cử     |        |
| Zing Music Awards        | 2019 | Ca khúc Dance/Electronic được yêu thích | Em hơi mệt với bạn thân anh | Đoạt giải |        |
| Zing Music Awards        | 2020 | Nữ nghệ sĩ được yêu thích               | Hương Giang                 | Đoạt giải |        |
| VLive Awards             | 2019 | Artist of the Year                      | Hương Giang                 | Đoạt giải |        |
| VLive Awards             | 2019 | V Fanship Community                     | Fer Con                     | Đề cử     |        |
| Elle Beauty Awards       | 2019 | Best Hair of The Year                   | Hương Giang                 | Đề cử     |        |
| Giải Mai Vàng            | 2018 | Ca khúc                                 | Mặt trời vẫn tới mỗi ngày   | Đề cử     | [ 43 ] |
| Giải Mai Vàng            | 2018 | Video âm nhạc                           | Mặt trời vẫn tới mỗi ngày   | Đề cử     | [ 43 ] |
| Giải Mai Vàng            | 2018 | 10 nghệ sĩ của năm                      | Mặt trời vẫn tới mỗi ngày   | Đoạt giải | [ 43 ] |

### Giải thưởng cuộc thi, chương trình
| Cuộc thi / Chương trình                        | Kết quả   | Giải phụ                                                  | Ref    |
| ---------------------------------------------- | --------- | --------------------------------------------------------- | ------ |
| Thần tượng âm nhạc: Vietnam Idol 2012          | Top 4     | —                                                         | [ 8 ]  |
| The Amazing Race Vietnam: Cuộc đua kỳ thú 2014 | Quán quân | —                                                         | [ 44 ] |
| Bước nhảy hoàn vũ 2015                         | Top 5     | - Cặp đôi nhảy Standard đẹp nhất                          | [ 45 ] |
| The Amazing Race Vietnam: Cuộc đua kỳ thú 2016 | Á quân    | —                                                         | [ 46 ] |
| Hòa âm Ánh sáng: Remix New Generation 2017     | Giải đồng | —                                                         | [ 47 ] |
| Hoa hậu Chuyển giới Quốc tế 2018               | Hoa hậu   | - Hoa hậu Tài năng - Video giới thiệu được yêu thích nhất | [ 48 ] |